# Багамські Острови на літніх Олімпійських іграх 2004
Багамські Острови брали участь в Літніх Олімпійських іграх 2004 року в Афінах (Греція) в тринадцятий раз за свою історію і завоювали одну бронзову та одну золоту медалі. Збірну країни являло 22 спортсмени, в тому числі 9 жінок. 

## Золото
- Легка атлетика, жінки, 400 метрів — Тонік Вільямс-Дарлінг.

## Бронза
- Легка атлетика, жінки, 200 метрів — Деббі Фергюсон-Маккензі.

## Склад олімпійської збірної Багамських Островів

### Плавання
Спортсменів — 1
У такий раунд на кожній дистанції проходили найкращі спортсмени за часом, незалежно від місця зайнятого в своєму запливі. 
Чоловіки
| Спортсмен      | Змагання       | Попередні запливи | Попередні запливи | Півфінали | Півфінали | Фінал      | Фінал      |
| Спортсмен      | Змагання       | Результат         | Місце             | Результат | Місце     | Результат  | Місце      |
| -------------- | -------------- | ----------------- | ----------------- | --------- | --------- | ---------- | ---------- |
| Джеремі Ноулес | 400 м комплекс | 4:23,29           | 22                |           |           | Не пройшов | Не пройшов |